# أليكس لوليس
أليكس لوليس (بالإنجليزية: Alex Lawless) هو لاعب كرة قدم بريطاني في مركزي الدفاع والوسط، ولد في 26 مارس 1985 في Tonypandy ‏ في المملكة المتحدة. لعب مع إبسفليت يونايتد وفوريست غرين ونادي توركي يونايتد ونادي تون بينتري ونادي فولهام ونادي لوتون تاون ونادي ليتون أورينت ونادي يورك سيتي ويوفل تاون.

## وصلات خارجية
- أليكس لوليس على موقع قاعدة بيانات كرة القدم.إي يو (الإنجليزية)
- أليكس لوليس على موقع Soccerbase.com (لاعب) (الإنجليزية)
- أليكس لوليس على موقع Soccerway.com (الإنجليزية)